# Teófilo Stevenson
Pour les articles homonymes, voir Stevenson.
Teófilo Stevenson est un boxeur cubain né le 29 mars 1952 à Port au Père dans la province de Las Tunas, et mort le 11 juin 2012 à La Havane.

## Biographie
Trois fois champion olympique et trois fois champion du monde amateur entre 1972 et 1986 dans la catégorie poids lourds, Teófilo Stevenson est considéré comme l'un des plus grands boxeurs de tous les temps.
Fidèle envers la révolution cubaine, il refuse d'immigrer aux États-Unis pour passer professionnel (la boxe professionnelle étant interdite à Cuba) malgré le million de dollars qui lui était proposé pour affronter Mohamed Ali,.
Fervent défenseur du sport amateur, il estimait que « les sportifs occidentaux [dans le monde capitaliste] sont des marchandises ». Il ne put participer aux Jeux olympiques de 1984 à Los Angeles, en raison du boycott de Cuba.
Après avoir remporté 302 victoires en 324 combats amateurs, il prend sa retraite en 1988, devient entraîneur de boxe et vice-président de la Fédération cubaine de boxe,.

## Parcours auxJeux olympiques
Jeux olympiques d'été de 1972 à Munich (poids lourds) :
- Bat Ludwik Denderys (Pologne) TKO 1
- Bat Duane Bobick (États-Unis) TKO 3
- Bat Peter Hussing (RFA) TKO 2
- Bat Ion Alexe (Roumanie) par forfait

 Jeux olympiques d'été de 1976 à Montréal (poids lourds) :
- Bat Mamadou Drame (Sénégal) KO 2
- Bat Pekka Ruokola (Finlande) KO 1
- Bat John Tate (États-Unis) KO 1
- Bat Mircea Simon (Roumanie) TKO 3

 Jeux olympiques d'été de 1980 à Moscou (poids lourds) :
- Bat Solomon Ataga (Nigeria) KO 1
- Bat Grzegorz Skrzecz (Pologne) KO 3
- Bat István Lévai (Hongrie) 5-0
- Bat Piotr Zaev (URSS) 4-1

## Parcours enchampionnats du monde
Championnats du monde de boxe amateur 1974 à La Havane (poids lourds) 
 Championnats du monde de boxe amateur 1978 à Belgrade (poids lourds) 
 Championnats du monde de boxe amateur 1986 à Reno (poids lourds) 

## Parcours enJeux panaméricains
Jeux panaméricains de 1971 à Cali (poids lourds)
 Jeux panaméricains de 1975 à Mexico (poids lourds) 
 Jeux panaméricains de 1979 à San Juan (poids lourds)